# La fuga (film 1947)
La fuga (Dark Passage) è un film del 1947 diretto da Delmer Daves, tratto dal romanzo Giungla umana del 1946 di David Goodis.

## Trama

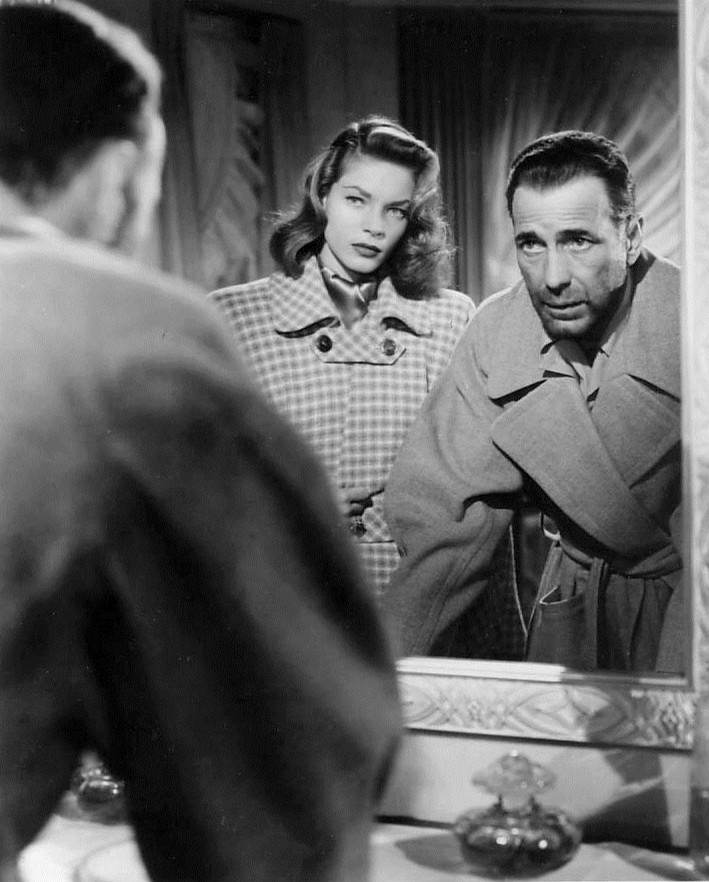
Lauren Bacall e Humphrey Bogart in una scena del film

Vincent Parry, condannato ingiustamente per uxoricidio, evade dal carcere di San Quintino e facendo l'autostop, sale su un'auto di un automobilista di passaggio, Baker. Questi, ascoltando alla radio la notizia dell'evasione, si rende conto di aver fatto salire sulla sua auto il fuggiasco. Ne segue una zuffa in cui Vincent percuote violentemente Baker.
Poco dopo Vincent viene raccolto dalla giovane Irene Jansen, che era nelle vicinanze con la sua auto. Ad un posto di blocco la ragazza, con uno stratagemma, riesce ad eludere i controlli della polizia di San Francisco, offrendogli rifugio nel suo appartamento. La donna ha seguito il suo processo e crede nella sua innocenza, anche perché suo padre, anch'egli accusato ingiustamente di un omicidio, ha dovuto vivere la sua vita in carcere da recluso. Da allora Irene si era interessata agli errori giudiziari. Vincent, pur nervoso e preoccupato per la sua situazione, gradisce infine le attenzioni della ragazza e i due iniziano a provare un sentimento reciproco ascoltando un brano romantico, prediletto da Irene, nel grammofono di casa.
Un'amica di Irene, Madge, giunge all'improvviso nel suo appartamento dove, nascosto, si trova anche Vincent. La ragazza le dice di andare via senza aprire la porta, ma alla fine, per non farla insospettire, la fa entrare e così parlando dell'evasione di Vincent, la cui foto è su tutti i giornali, Madge le confessa che lei era stata respinta sentimentalmente da questi e per tale motivo, per vendetta, aveva fornito una falsa testimonianza al processo per farlo condannare, cosicché lui non potesse essere di nessun'altra donna.
Per non coinvolgere Irene nella sua situazione, Vincent, provando un sentimento affettivo per la ragazza, decide di andare via dal suo appartamento. Salendo su un taxi il galeotto viene riconosciuto da un tassista, Sam. L'uomo prende però in simpatia Vincent e credendo nella sua innocenza, gli fornisce il nome di un chirurgo plastico, il Dottor Coley, che può cambiare i lineamenti del suo viso, in modo da non poter essere più riconosciuto come l'evaso ricercato.
Prima dell'operazione, Vincent si reca a casa del suo amico trombettista, George Fellsinger, il quale gli offre il suo aiuto per dimostrare la sua innocenza e il suo appartamento dove potrà nascondersi durante la convalescenza dell'intervento chirurgico.
Vincent si sottopone quindi alla plastica facciale, terminato l'intervento, egli deve restare con le fasciature sul volto per diversi giorni. Torna quindi a casa di George ma lo trova in terra, colpito a morte con la sua tromba. Sconvolto per l'accaduto, ormai senza alcun'altra possibilità, torna, spossato, nell'appartamento di Irene, la quale lo accudisce amorevolmente.
Durante la convalescenza, improvvisamente giungono Madge e Bob, che è attratto sentimentalmente dalla ragazza. Madge è fortemente preoccupata per il fatto che Vincent possa trovarla e vendicarsi per la sua falsa testimonianza. Irene, ansiosa, temendo che i due possano scoprire Vincent nascosto in camera da letto al piano di sopra, la manda via cercando di rassicurarla e liquida Bob riferendogli che lei è già innamorata di altro uomo. 
Finalmente giunge il giorno in cui Vincent può togliersi le bende. L'uomo apprende dai giornali che egli è ora ricercato anche per l'omicidio del suo amico George, infatti le sue impronte digitali sono state trovate sull'arma del delitto (la tromba). La stessa sera Vincent, a malincuore, si congeda da Irene, pensando che per la ragazza, ormai innamorata di sé, sarà infatti meglio non far parte della sua vita.
Prima di lasciare la città, Vincent, vuole comunque scoprire chi realmente ha ucciso la moglie e George, ma in una tavola calda, in cui si ferma per consumare uno spuntino, un poliziotto in borghese nota il suo comportamento sospettoso e alla richiesta di documenti, che Vincent non ha, egli non può far altro che reagire, fuggendo, trovando poi rifugio in un piccolo hotel.
La mattina dopo alla porta della stanza dell'hotel, si presenta Baker con una pistola in pugno. Baker ha sempre pedinato Vincent dopo il pestaggio da lui subito nel loro primo incontro. Egli sa che Irene è ricca e ha un deposito in banca di 200.000 dollari e anche che la ragazza è innamorata di Vincent, per questo crede di ricattare i due e pretende 100.000 dollari per non farlo arrestare. I due salgono in auto per recarsi da Irene, ma nel tragitto Vincent riesce ad avere la meglio e a disarmare Baker. Nello stesso tempo apprende dall'uomo che Madge in qualche modo deve essere coinvolta per la morte di sua moglie e del suo amico. Infatti pedinando Vincent, Baker aveva notato presso l'appartamento dell'assassinato George anche l'auto di Madge. Nella colluttazione che segue Baker cade in un dirupo e muore.
Vincent va quindi da Madge e spacciandosi per un amico di Bob interessato a corteggiarla, riesce a entrare nel suo appartamento, situato in un piano alto di un palazzo. La donna non lo riconosce con la sua nuova faccia, ma poi Vincent rivela la sua identità e accusa Madge di aver ucciso la moglie e George. Egli le mostra una busta che dovrebbe contenere tutte le prove e tenta di costringerla a firmare una confessione. La situazione precipita quando la donna, ammettendo le sue colpe e deridendo Vincent, minacciando di chiamare la polizia e farlo arrestare, cade accidentalmente dalla finestra piombando sull'asfalto e morendo sul colpo.
Vincent, sconvolto, fugge dalle scale di sicurezza esterne del palazzo e sapendo che con la morte della donna non potrà più provare la sua innocenza e che probabilmente sarà accusato anche dell'omicidio di questa, riesce a salire su un provvidenziale tram di passaggio e ad eludere così le ricerche della polizia accorsa sul posto. Presso una stazione di corriere che effettua percorsi da e per il Messico, Vincent sale su un pullman, la sua intenzione è di raggiungere poi il Perù dove potrà costruirsi una nuova vita. Prima di ciò riesce comunque a telefonare a Irene rivelandole dove lei, se vuole, potrà raggiungerlo.
Nell'ultima scena del film, Vincent sta bevendo un drink in un locale notturno sul mare, quando sentendo improvvisamente l'orchestrina suonare il noto romantico motivo ascoltato nel grammofono di Irene, vede sorpreso la ragazza sulla pista da ballo. I due, felici e ormai sicuri, si abbracciano.

## Critica
Noir con alcune invenzioni registiche, tra le quali la lunga sequenza iniziale girata "in soggettiva". La fuga è il terzo dei quattro film che la coppia Bogart-Bacall gira insieme.
Inizialmente Jack Warner si era opposto all'uso prolungato della soggettiva, ritenendo che mortificasse il ruolo di Humphrey Bogart e che l'espediente stilistico, per quanto funzionale ad una fedele resa del romanzo di David Goodis (il volto del protagonista sarebbe apparso solo dopo l'operazione di plastica facciale), avrebbe presentato delle difficoltà di comprensione per il pubblico. Delmer Daves parlò di queste sue difficoltà con Robert Montgomery, che decise di utilizzare la tecnica, in modo ancor più radicale, nel suo Una donna nel lago, dello stesso anno, tratto da un racconto di Raymond Chandler e prodotto dalla concorrente Metro Goldwyn Mayer. Ciò ammorbidì le intransigenze della Warner Bros.
La parte in soggettiva (anche se, a dire il vero, non totale) e quella successiva in cui, dopo l'operazione, il volto del protagonista è appena intravisto dietro i pesanti bendaggi, occupano circa un'ora del film.
Ciò contribuisce a creare un effetto di spaesamento e incertezza in un pubblico normalmente portato, in questo genere di film,  ad identificarsi in un protagonista da cui ricavare certezze oggettive, elementi razionali sicuri, nell'individuare e distinguere il bene dal male, il giusto dall'ingiusto, secondo procedimenti deduttivi di natura matematica. In questo effetto di detournement si può cogliere il tributo di Delmer Daves alla letteratura poliziesca di Raymond Chandler e Dashiell Hammett. Il finale fiabesco, con il protagonista che si riunisce alla donna che lo ha protetto, interpretata da Lauren Bacall, in un'esotica località peruviana, sulle rive del mare, rinforza, per contrasto questo pessimismo della ragione.
Per quanto riguarda l'interpretazione di Humphrey Bogart: "...noi possiamo guardarlo (non esagero) anche sotto la maschera, lo riconosceremmo persino fuori campo" (Gianni Amelio, Film Tv).